# 中日信用金庫
中日信用金庫（ちゅうにちしんようきんこ）は、愛知県名古屋市北区清水に本店を置く信用金庫。略称は「ちゅうしん」。
2018年（平成30年）度決算による自己資本比率は、10.14%。

## 概要・営業地域
店舗設置地区は太字表記。
名古屋市・清須市・北名古屋市・小牧市・稲沢市・春日井市・尾張旭市・あま市・岩倉市・一宮市・津島市・瀬戸市・日進市・東海市・江南市・弥富市（旧弥富町域を除く）・長久手市・西春日井郡豊山町・海部郡蟹江町・大治町・丹羽郡大口町・扶桑町

## 沿革
- 1952年（昭和27年）1月 - 西春日井信用組合として西春日井郡新川町（現在の清須市）に設立。
- 1954年（昭和29年）4月 - 信用金庫法に基づき、中日信用金庫へ改組。
- 1988年（昭和63年） - 名古屋市全域に営業地区を拡張。
- 1990年（平成2年） - 本店を名古屋市北区に移転。
- 2018年（平成30年） - ちゅうしんビジネスセンター開設。
- 2021年（令和3年）11月16日 - この日から磁気の影響を受けにくい新しい通帳（Hi-Co通帳）を取扱開始した(Hi-Co通帳に対応していない信用金庫ATMではHi-Co通帳は使えない。)[2]。

## 店舗
詳細は「店舗案内」を参照。

## 広告
- 名鉄瀬戸線 清水駅：車内アナウンス広告
- 「中日信用金庫プレゼンツ　であいふれあい探検隊！！」:CBCラジオ

## 不祥事
2022年（令和4年）9月30日、東海財務局は、コロナ禍で業績が落ち込んだ企業向けの国の支援策「ゼロゼロ融資」で不正を行ったとして中日信用金庫に業務改善命令を出した。同日、中日信用金庫は計79件の不正があったと発表した。基準を満たすために取引先の業績を偽って申請し、60社に計約15億円を不正に融資していたという。責任を取り山田功理事長が2023年（令和5年）6月の次期総代会終了時に辞任する。